# اس‌اس کپلا (تی-ای‌کی‌آر-۲۹۳)
اس‌اس کپلا (تی-ای‌کی‌آر-۲۹۳) (به انگلیسی: SS Capella (T-AKR-293)) یک کشتی است که طول آن ۹۴۶ فوت ۲ اینچ (۲۸۸ متر) می‌باشد. این کشتی در سال ۱۹۷۲ ساخته شد.